# Anacroneuria guaikuru
Anacroneuria guaikuru är en bäcksländeart som beskrevs av Froehlich 2007. Anacroneuria guaikuru ingår i släktet Anacroneuria och familjen jättebäcksländor. Inga underarter finns listade i Catalogue of Life.